# Kate Siegel
Kate Siegel (9 de agosto de 1982) es una actriz y guionista estadounidense. Como actriz, Hizo su debut en la película The Curse of the Black Dahlia (2006). En televisión apareció por primera vez en Ghost Whisperer (2009). Su papel más reconocido es el de Madison Young en la película de terror Hush (2016), la cual coescribió junto a su esposo, el director Mike Flanagan.

## Filmografía

### Series de televisión
| Año  | Título                         | Personaje             | Notas               |
| ---- | ------------------------------ | --------------------- | ------------------- |
| 2007 | The Curse of the Black Dahlia  | Jennifer              |                     |
| 2009 | Ghost Whisperer                | Cheryl                | 1 episodio          |
| 2010 | Numb3rs                        | Rachel Hollander      | 1 episodio          |
| 2012 | Castle                         | Nadia                 | 1 episodio          |
| 2012 | The Unknown                    | Evey Kyler            | 1 episodio          |
| 2012 | Where Would We Be              | Stephanie             | 1 episodio          |
| 2013 | Mob City                       | Tandy                 | 1 episodio          |
| 2014 | The Dead Room                  | Jade                  |                     |
| 2015 | The Program                    | Natalie               |                     |
| 2015 | Wine Jabs                      | Vivian                |                     |
| 2017 | Let's Go Down                  | Ember                 |                     |
| 2018 | The Haunting of Hill House     | Theodora "Theo" Crain | Personaje Principal |
| 2020 | The Haunting of Bly Manor      | Viola Willoughby      | Recurrente          |
| 2021 | Midnight Mass                  | Erin Greene           | Personaje principal |
| 2023 | The Fall of the House of Usher | Camille Usher         | Personaje principal |

### Películas
| Año  | Título                        | Personaje           | Notas |
| ---- | ----------------------------- | ------------------- | --- |
| 2007 | Hacia la oscuridad            | Jenn                | Conocida también como Total Darkness |
| 2007 | The Curse of the Black Dahlia | Jennifer            | Directo a video |
| 2007 | Steam                         | Elizabeth           | |
| 2008 | Knocked Down                  | Lance's Assistant   | Cortometraje |
| 2009 | Puke in My Mouth              | Ms Taken 2          | Cortometraje |
| 2012 | Wedding Day                   | Erica               | |
| 2012 | The Collector                 | Jess                | Cortometraje |
| 2013 | Man Camp                      | Teresa              | |
| 2013 | Oculus                        | Marisol Chavez      | |
| 2014 | Demon Legacy                  | Jack                | |
| 2014 | Dead Room: Origins            | Jade                | Cortometraje |
| 2015 | The Program                   | Natalie             | Cortometraje |
| 2015 | Wine Jabs                     | Vivian              | Cortometraje |
| 2016 | Hot                           | Beth                | |
| 2016 | Hush                          | Maddie Young        | También coescritora del guion Nominada — BloodGuts UK Horror Award por Mejor Actriz Nominada — Fangoria Chainsaw Award por Mejor Actriz Nominada — Fright Meter Award por Mejor Actriz |
| 2016 | Ouija: Origin of Evil         | Jenny Browning      | |
| 2017 | Gerald's Game                 | Sally               | |
| 2019 | Let's Go Down                 | Ember               | Cortometraje |
| 2021 | Hypnotic                      | Jenn Tompson        | |
| 2023 | The Wrath of Becky            | Agente Kate Montana | |